# Beautiful Boy (Darling Boy)
"Beautiful Boy (Darling Boy)" är en låt från 1980 skriven och framförd av John Lennon från hans och Yoko Onos album Double Fantasy. Låten är skriven till hans son Sean. Låtens text innehåller ett känt citat som ofta felaktigen tillskrives Lennon; "Life is what happens to you while you're busy making other plans".